# Sainte-Marie (Martinica)
Sainte-Marie es una comuna de Francia situada la zona septentrional del departamento insular antillano de Martinica.

## Características generales

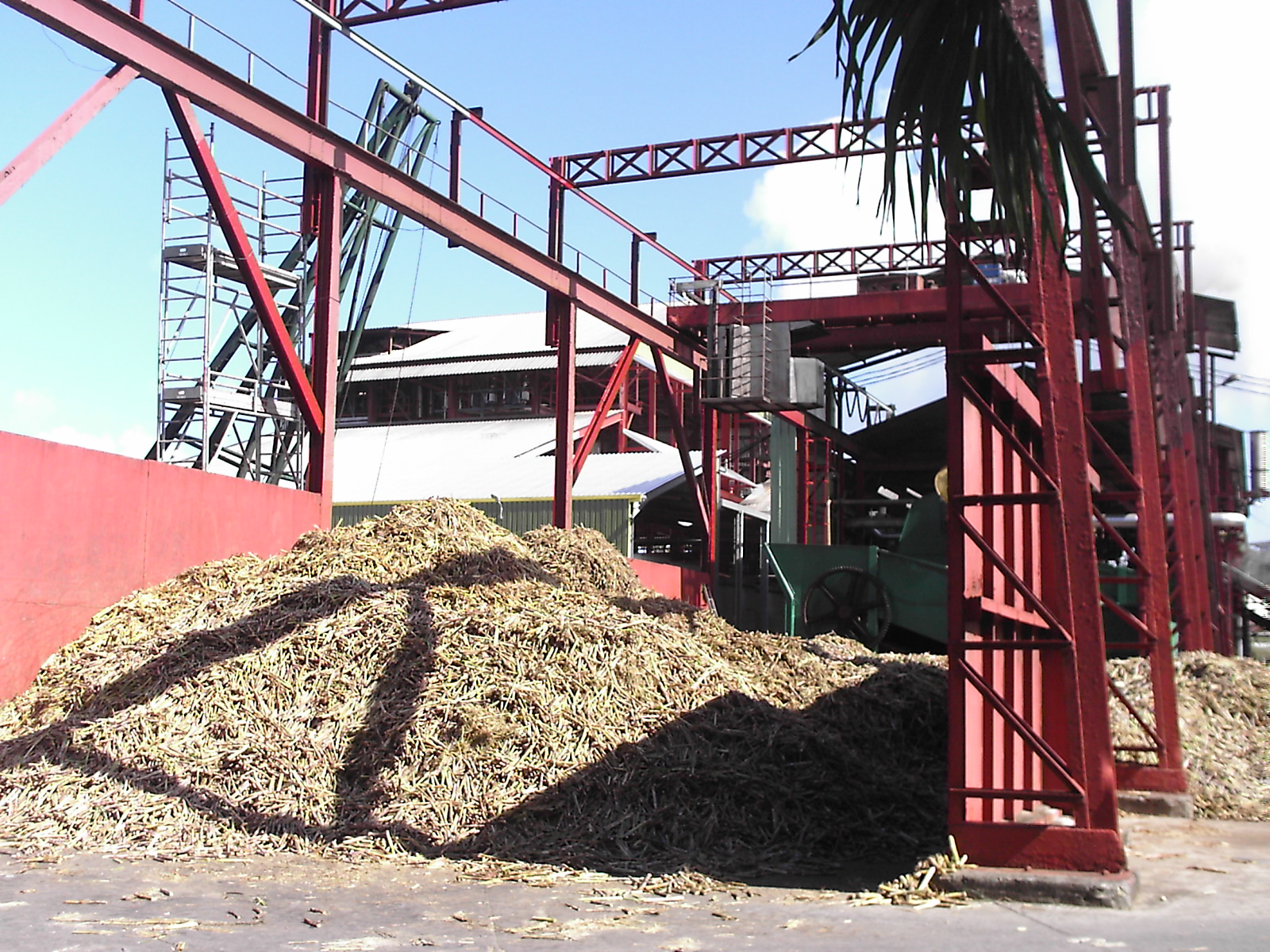
Procesamiento de la caña de azúcar para fabricar ron.

Cuenta con una población de 19.528 habitantes y un área de 44,55 km², para una densidad de 438 hab./km². La localidad se encuentra del lado Atlántico de la isla.